# Иррель
Иррель (нем. Irrel) — община в Германии, в земле Рейнланд-Пфальц. 
Входит в состав района Айфель-Битбург-Прюм. Подчиняется управлению Иррель.  Население составляет 1383 человека (на 31 декабря 2010 года). Занимает площадь 7,05 км².